# Andrej Makarevitj

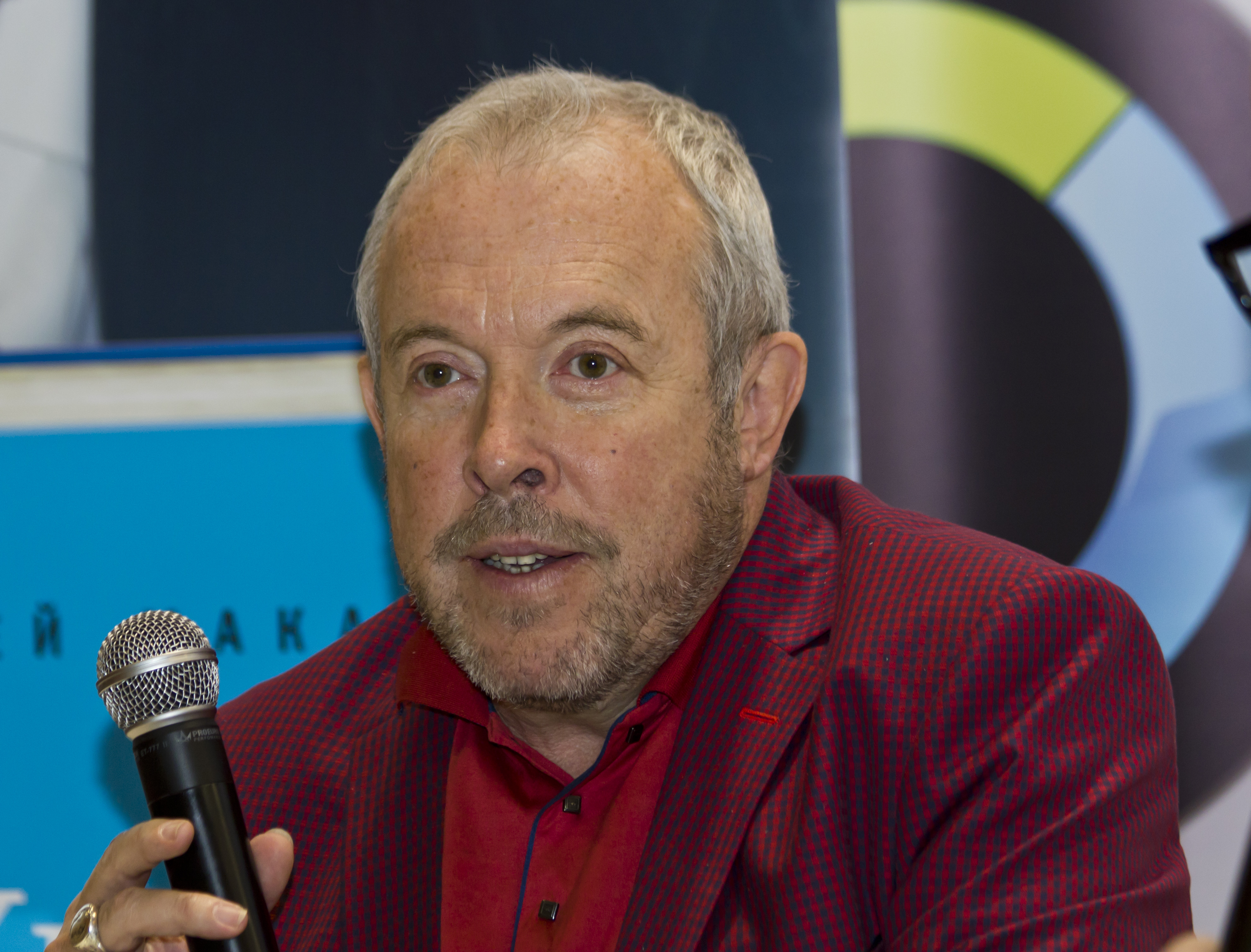
Andrej Makarevitj

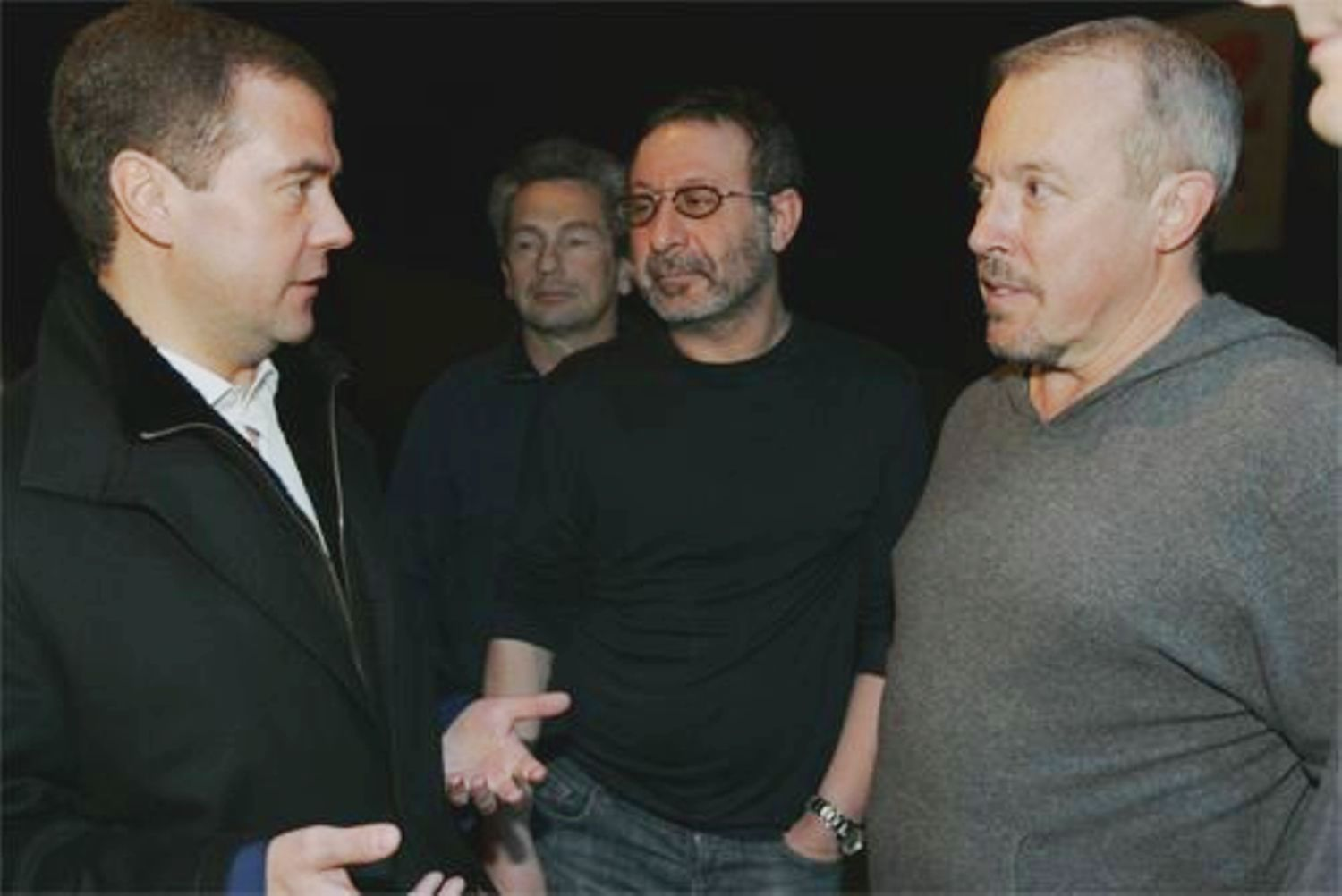
Makarevitj i samtal med Dmitrij Medvedev

Andrej Vadimovitj Makarevitj (ryska: Андрей Вадимович Макаревич), född 11 december 1953 i Moskva, är en sovjetisk och rysk rockmusiker och grundare av Rysslands äldsta ännu aktiva rockband Masjina vremeni (Tidsmaskinen).
Makarevitj föddes i Moskva av föräldrar från Vitryssland med delvis judisk bakgrund. Han har en examen som grafiker från Moskvas institut för arkitektur.
Som ung beundrade han The Beatles. 1969 grundade han Masjina Vremeni, ett rockband efter västerländsk förebild, där han själv är sångare, gitarrist och textförfattare. Musiken komponeras av alla gruppmedlemmarna. Han har också släppt åtta soloalbum, deltagit i tv-shower och samarbetat med andra artister och grupper. Han har utgett flera diktsamlingar och sina egna memoarer i två delar. Han intresserar sig också för måleri. När den siste sovjetledaren Michail Gorbatjov utgav en skiva 2009, medverkade Makarevitj som ackompanjatör.
Han har erhållit utnämningen folkets artist i Ryssland.
Under Ukrainakrisen deltog Makarevitj i augusti 2014 vid en konsert i Slovjansk till stöd för landets internflyktingar, något som mötte kritik bland annat från ryske parlamentsledamoten Jevgenij Fjodorov, som menade att Makarevitj "samarbetade med fascisterna", och ryska tv-kanalen NTV, som beskrev honom som en förrädare.
|  |
|  |

## Diskografi
Soloskivor
- 1989 — Песни под гитару
- 1991 — У ломбарда
- 1994 — Я рисую тебя
- 1997 — Двадцать лет спустя (Andrey Makarevich and Boris Grebenshchikov)
- 1996 — Песни, которые я люблю
- 1996 — Пионерские блатные песни (Alexei Kozlov and Andrey Makarevich)
- 1998 — Женcкий Альбом (Andrey Makarevich and group Paporotnik)
- 1999 — Песни из кинофильма "Перекресток"
- 2000 — Время напрокат (Andrey Makarevich and group Kvartal)
- 2001 — Лучшее
- 2002 — И Т.Д.
- 2003 — Избранное
- 2003 — Тонкий шрам на любимой попе
- 2004 — От меня к тебе
- 2005 — Песни Геннадия Ни-Ли
- 2005 — Песни Булата Окуджавы
- 2006 — Старая машина
- 2007 — Штандер
- 2008 — Было не с нами
- 2008 — 55
- 2009 — Лучшее
- 2012 — Вино и слёзы

## Medverkan i tv
- Смак (njutning) - ett matlagningsprogram
- Три окна (tre fönster) - en uppföljare till Smak
- Подводный мир с Андреем Макаревичем (Makarevitjs undervattensvärld)

## Film
Makarevitj spelade en roll som skogvaktare i filmen Tichije omuty (2000, "stilla vatten") av Eldar Rjazanov. Han har också komponerat musiken till flera filmer.

## Utställningar
- 1991 — Персональная выставка. Дворец Молодежи. Москва, Россия.
- 1991—1993 — Персональная выставка. Галерея «Борей». Санкт-Петербург, Россия.
- 1991—1993 — Совместная выставка с А. Белле. Санкт-Петербург, Россия.
- 1991—1993 — Серия передвижных выставок по городам России.
- 1994 — Андрей Макаревич, Андрей Белле. Галерея «Палитра». Санкт-Петербург, Россия.
- 1995 — Персональная выставка. Казерта, Италия.
- 1996 — Персональная выставка. Рига, Латвия.
- 1998 — «Арт-Манеж'98». ЦВЗ «Манеж». Москва, Россия.
- 1998 — Персональная выставка. «Галерея Аллы Булянской». Москва, Россия.
- 1999 — Арт-салон «ЦДХ'99». Центральный Дом Художника. Москва, Россия.
- 2000 — Консульство России. Лондон, Великобритания.
- 2000 — «Арт-Манеж'2000». ЦВЗ «Манеж». Москва, Россия.
- 2000 — Арт-салон «ЦДХ'2001». Центральный Дом Художника. Москва, Россия.